# Royaumes néo-hittites

Carte des États néo-hittites et araméens vers 900-800 av. J.-C.

Les États que l’on appelle néo-hittites, ou plutôt syro-hittites, sont des entités politiques de langue louvite, araméenne ou phénicienne qui se sont créées au début de l’Âge du fer dans le nord de la Syrie et le sud de l’Anatolie, après l'effondrement de l'Empire hittite vers 1180 av. J.-C. Elles ont perduré jusqu'à leur incorporation successive dans l'Empire néo-assyrien au cours du VIIIe siècle av. J.-C.

## Périmètre
Le qualificatif « néo-hittite » est parfois réservé aux seules principautés qui parlaient louvite, comme Arslantepe et Karkemish. Dans un sens plus large, l'expression « syro-hittite » est appliquée à toutes les entités qui se sont développées au sud de la partie centrale de l'Anatolie après la chute de l’empire hittite — telles que Tabal et Quwê — ainsi qu'à celles du nord de la Syrie et de ses zones côtières,.

## Effondrement de l'Âge du bronze récent
L'effondrement de l'âge du bronze récent est l'effondrement de l'empire hittite et des cités et royaumes de l'Âge du bronze récent au Levant et en mer Égée entre 1200 et 1170 av. J.-C. Il a culminé avec l'abandon définitif d’Hattusa, la capitale hittite, vers 1180 av. J.-C. Il s'est accompagné d'un affaissement des réseaux commerciaux en Méditerranée orientale. Les centres urbains ont alors été désertés et les populations se sont dispersées dans un grand nombre de villages, hameaux et fermes dans toute la région. 

## Émergence de nouveaux États

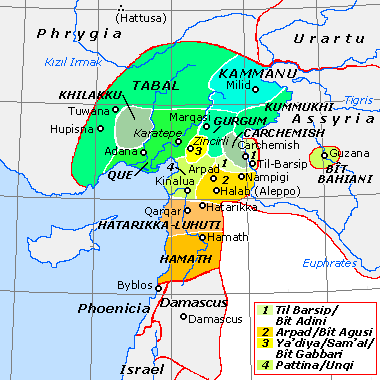
Carte historique des États néo-hittites, vers 800 av. J.‑C. Les frontières sont approximatives.

Autre carte des États néo-hittites.

Carte des langages louvites (deuxième millénaire avant notre ère).

Carte approximative de Bit Bahiani et de ses voisins.

Carte d'Urartu vers 715 avant notre ère.

Les États syro-hittites sont apparus sur l'ancien territoire de l'Empire hittite, sous la forme d'États régionaux avec de nouvelles structures politiques. David Hawkins est en mesure de retracer un lien dynastique entre la lignée impériale hittite et les « Grands Rois » et « seigneurs locaux » d’Arslantepe et Karkamish au début de l'Âge du fer, montrant une forme de continuité entre l'Âge du bronze et l'Âge du fer sur ces sites,.
Des fouilles archéologiques montrent aussi une continuité relative à Alep, en Syrie (temple du dieu des tempêtes, sur la Citadelle) et à Ayn Dara (temple d’Ishtar-Shawushka), où des temples construits à l'Âge du bronze ont été réutilisés à l'Âge du fer, avec des reconstructions ou restaurations à l'Âge du fer ancien.

## Liste des États syro-hittites
Les États syro-hittites peuvent être divisés en deux groupes : un groupe du nord, où les dirigeants hittites sont restés au pouvoir, et un groupe du sud, où les Araméens sont arrivés au pouvoir aux environs de 1000 av. J.-C.,.

### Groupe du nord
Le groupe du nord comprend :
- Tabal :
  - avec un groupe de cités-États comprenant Tyanitis (Tuwana, Zeyve Höyük, Hupisna, Shinukhtu, Ishtunda, İvriz relief (en) )
- Kammanu, avec Arslantepe : Kummanni (en), Kumme (ville) (de)
- Hilakku (en) : Cilicie
- Quwê (en), avec un bastion dans la moderne Karatepe
- Gurgum : Gurgum, Kahramanmaraş
- Kummuh : Kummuh (en), Commagène, Samsat
- Karkemish (Euopus)[11]

### Groupe du sud
Le groupe du sud, ou groupe araméen, comprend :
- Bit Gabbari, avec Sam'al
- Bit Adini (en), avec la ville de Til Barsip
- Bit Bahiani (en), avec Tell Halaf
- Unqi ou Pattina (en), avec pour capitale Kinalua
- Palistin ou Walistin, avec pour capitale Kinalua
- Ayn Dara, centre religieux
- Bit Agusi (en), avec les villes d’Arpad, Nampigi, et (plus tard) Alep
- Hatarikka-Luhuti (en), la capitale de ce qui fut d'abord Alep, puis Hatarikka, Noukhashshe, Tell Afis (en)
- Hama ou Hamah ou Hamath, Stèle de Zakkur

## Inscriptions
Les inscriptions en langue louvite sur les monuments continuent à l'Âge du fer à être gravées en hiéroglyphes hittites à Karkemish, Arslantepe, Alep et ailleurs. Les hiéroglyphes louvites ont été choisis par de nombreux royaumes régionaux syro-hittites pour leurs inscriptions sur les monuments, qui apparaissent souvent en version bi- ou trilingue avec l’araméen, le phénicien ou l’akkadien.
L'âge du fer ancien en Syrie a également vu une expansion progressive de l'écriture alphabétique en araméen et alphabet phénicien. Les contacts commerciaux avec le Levant du Xe au VIIIe siècle av. J.-C. ont incité les Grecs et les Phrygiens à adopter l'écriture alphabétique des Phéniciens.